# صخره‌ماهی آبی
صخره‌ماهی آبی (نام علمی: Sebastes mystinus) نام یک گونه از سرده صخره‌ماهی است.